# Društvo mrtvih pesnikov
Društvo mrtvih pesnikov (tudi DMP) je slovenska pop rock skupina iz Novega mesta. Skupino sestavljajo pevec in kitarist Alan Vitezič, kitarist Peter Dekleva, klaviaturist Boštjan Artiček, basist Tomaž Koncilija in bobnar Marko Zajc. Band pod tem imenom deluje od septembra 1990, in je do danes izdal šest studijskih albumov: Iskanje (ZKP RTVS, 1993), Opus II (DMP, 1996), Neki rabm, da te ne pozabm (Helidon, 1998), 20:00 (Nika, 2000), Vojna in mir (Menart Records, 2008), Krog (ZKP RTVS, 2010) ter dvojni album največjih uspešnic 25 (DMP, 2015) ob 25-letnici delovanja. 
Skupina je na slovensko glasbeno sceno opazneje stopila s skladbo Ko te ni na Pop delavnici leta 1992 v Idriji, kjer so osvojili naslov najboljšega debitanta, že leto kasneje pa so na Pop delavnici v Sežani (1993) zmagali po izboru strokovne žirije s skladbo »Ko prižgeš nov dan«. V naslednjih letih so sledile uspešnice »Ti in jaz« (1996), »Čutm te« (1997), »Rabm« (1998), »Me že ma, da bi te« (2000), »25« in »Ti si vse« (obe 2001), za katere so posneli tudi videospote. Z albuma Vojna in mir je bilo lansiranih sedem singlov (z videospoti): »Naftalin« (2007), »Komu zvoni« (2008), »Kisik« (2008), »Otrok« (2009), »Sveče« (2009), »Superheroj« (2009) in »Bojna črta« (2013). Z albuma Krog so bili kot singli predstavljene skladbe »Pod oblakom«, »Rabm 2«, »V tvojih rokah«, »Pingvin« in »Nebo nad Berlinom«, z dvojnega albuma 25 pa skladbi »Pleši z mano« (2015) in »Na polju zlomljenih besed« (2015). V začetku leta 2016 se je skupina ponovno odločila za sodelovanje na festivalu, in sicer na Pop-rock večeru Dnevov slovenske zabavne glasbe na TV Slovenija, kjer so predstavili skladbo »Balet«. 

## Biografija

### Začetki
Zametki skupine segajo že v jesen leta 1987. Sošolca v osmem razredu Borut Tiran in Boštjan Kovačič sta približno istočasno dobila vsak svoj glasbeni instrument: prvi električno kitaro, drugi pa sintetizator. Začela se je rojevati ideja o skupini, vendar je bilo treba dobiti še bobnarja in basista. Borut, ki se je igranja na kitaro učil že v glasbeni šoli, je k sodelovanju povabil sedmošolca Simona Žižka, ki je ravno takrat začel spoznavati bobnarske udarce pri svojem starejšem bratu Primožu. Boštjan je pripeljal Tomaža Koncilijo, ki je takrat že obiskoval prvi letnik gimnazije in je poznal nekaj akordov na kitari, sicer pa igral flavto. Ker je bend potreboval basista, si je Tomaž sposodil bas kitaro v glasbeni šoli in marca 1988 so fantje imeli prve vaje v garaži pri Boštjanu doma, prva skladba, ki je zazvenela izpod njihovih prstov, pa je bila Let it be (The Beatles). Skupina se je poimenovala Proteus. Kmalu se je izkazalo, da bo pevski mikrofon prevzel Borut. To so bili časi, ko je bil ves bend priključen na en kitarski ojačevalec. Kljub temu so koncertni debi fantje doživeli že junija 1988, ko jih je med svojim nastopom na valeti na novomeški OŠ Šmihel na oder povabila skupina Peta avenija. Boljši časi so napočili, ko je Boštjanov oče kupil šestkanalno pevsko ozvočenje. Tako se je še istega meseca ponudil prvi samostojni nastop, in sicer v gozdičku Ragov log sredi Novega mesta. Proteusi so naštudirali 15 priredb. V tem času se je pojavila potreba po še enem kitaristu, ki bi zapolnil zvok skupine med Borutovim petjem. Fantje so k sodelovanju povabili Alana Viteziča. Bend je veliko nastopal, ime Proteus pa je postajalo znano po Novem mestu in okolici. 
Februarja 1989 se je Proteus udeležil PIL-ovega tekmovanja mladih skupin v Postojni z lastno skladbo Sabina in s priredbo uspešnice ameriških rockerjev Creedence Clearwater Revival Have You Ever Seen Rain. Osvojili so drugo mesto, Borut pa je dobil nagrado za najboljšega pevca. Fantom se je vsaj navidez odprla pot navzgor. Nastopili so v Cankarjevem domu na podelitvi nagrad Vesele šole, igrali so v Gorici za zamejske Slovence, avgusta 1990 pa so jih povabili celo v Langenhagen pri Hannovru, kjer so uspešno nastopili v lokalnem klubu. Obenem so fantje ustvarjali tudi lastno glasbo, katere avtor in tekstopisec je bil Borut, vendar so našli oziroma zbrali denar samo za posamezne posnetke, ki so se potem vrteli na novomeškem radiu Studio D.
Na dvajset ur trajajoči avtobusni vožnji domov iz Langenhagna je prišlo do prve resnejše prelomnice v življenju benda. Alan, Borut, Boštjan, Simon in Tomaž so sklenili, da si najdejo novo ime, ki bi bolj ustrezalo njihovemu glasbenemu ustvarjanju. Navdahnjeni od ogleda filma Društvo mrtvih pesnikov z Robinom Williamsom v glavni vlogi, ki opisuje razred srednješolcev, ki jim profesor književnosti odpre in pokaže nov svet samostojnega in samosvojega razmišljanja, neukleščenega v kalupe vsakdanjega življenja, so se enoglasno preimenovali v Društvo mrtvih pesnikov – DMP. Takoj so se oblikovale tudi prve krajšave imena: Društvo mrtvakov, Mrtvaki, Mrtvi pesniki, Pesniki. 

### Iskanje (1991–1993)
Tudi z novim imenom so DMP veliko nastopali. 29. novembra 1991 so v novomeški športni dvorani Marof organizirali odmeven koncert s predstavitvijo lastne glasbe in ustvarjanja. Sledilo je še nekaj nastopov na večjih koncertnih odrih, ko je skupino nepričakovano zapustil bobnar Simon Žižek. Kriza je bila še večja, ker je skupina ravno tedaj dobila ponudbo za nastop na open air festivalu Rock am See v Hannovru. Simon je pristal še na ta zadnji nastop in tako so se DMP-jevci znova znašli v Nemčiji in tudi tam predstavili svojo glasbo. Že pred tem so v ljubljanskem studiu Akademik posneli dve skladbi (Mestni Robin Hood in Vse reke tečejo) ter v studiu Metro tri skladbe (Prvi Novomeščan, Pomlad narodov in Tvoj svet). 
V začetku leta 1992 je bila na natečaju za POP delavnico 1992 sprejeta Borutova skladba Ko te ni, s katero so DMP dosegli 5. mesto po oceni strokovne žirije in naziv najbolj obetavne skupine. Na omenjeni POP delavnici je debitiral tudi novi bobnar skupine Marko Zajc. Avgusta istega leta se je bend odpravil v studio Luca v Novem mestu, da bi posnel svojo prvo kaseto, ki so jo poimenovali Iskanje in je izšla pri ZKP RTVS marca 1993. Kot koproducent in tonski mojster je s fanti sodeloval Tomaž Maras-Mot. Zadnje dni pred potekom roka za natečaj za POP delavnico 1993 so se člani DMP spet odpravili v studio in posneli Alanovo skladbo Ko prižgeš nov dan, ki je nato postala zmagovalna skladba po izboru strokovne žirije.
Omenjeni uspehi pa s seboj niso prinesli želenih rezultatov (beri: več nastopov). V skupini se je pojavilo malodušje, zaostrili so se nekateri konflikti, kar vse je imelo za posledico, da je iz benda odšel klaviaturist Boštjan Kovačič. Preostali člani so k igranju povabili mladega Igorja Lumperta, danes enega vodilnih slovenskih jazzovskih saksofonistov, ki je takoj vnesel v skupino novega zanosa, vendar so vsi skupaj po skoraj enoletnem muziciranju (med drugim so DMP v tem času tudi zmagali na rock festivalu Vipavska trgatev 1993) ugotovili, da se značajsko ne ujemajo, in tako je tudi Igor sporazumno zapustil bend. Zamenjal ga je Mitja Bobnar, pa je tudi on kmalu odnehal zaradi osebnih obveznosti, ki mu niso dovoljevale posvečati dovolj časa skupini. Alan, Borut, Marko in Tomaž so spoznali, da je za vse najboljše, če ostanejo kvartet, kar pa seveda ni preprečevalo, da pri posameznih projektih ne bi sodelovali tudi drugi glasbeniki.

### Opus II(1993–1996)
V obdobju po izidu kasete Iskanje (1993–1995) je nastalo precej novih skladb, ki se slogovno ločijo od prvega ustvarjalnega obdobja, hkrati pa nakazujejo prehod Društva mrtvih pesnikov v nove in drugačne stilske usmeritve. Gre za bolj akustično obarvano glasbo s poudarjenim večglasnim petjem, pomemben element še vedno ostajajo kvalitetnejša besedila, sodelujejo pa tudi za tovrstno glasbo manj značilni instrumenti (različna tolkala, godala, flavta ...). Tako je po izboru najboljših skladb nastalo gradivo za nov album z naslovom OPUS II, na katerem je pet skladb: Ko prižgeš nov dan ’95, Ti in jaz, Ustavil bi svet, Vlak, ki mi povrne čas in Ko prižgeš nov dan ’93. Avtor prve, druge in pete je Alan Vitezič, tretje in četrte pa Borut Tiran. Snemanje demo posnetkov je potekalo v začetku leta 1995 v zasebnem improviziranem studiu Marjana Pirnarja (danes Festival Novo mesto) v Novem mestu, aprila pa so nato DMP material posneli v studiu Luca. Celoten projekt je produciral Janez Križaj. Sredi snemanja je zbolel Borut, zato se je vsa stvar prenesla še v mesec maj, ko je bil material dokončno pripravljen za izdajo. Vendar ...
Podjetje za večpredstavne rešitve T-media iz Novega mesta je ponudilo zanimiv projekt – oblikovanje multimedijskega programa, ki bi bil dodan glasbi in bi vseboval fotografije, video inserte, besedila in nekaj interaktivnih efektov. Predlog je bil sprejet, kar je izid plošče prestavilo še za skoraj slabo leto. Opus II je izšel aprila 1996 kot prvi CD-PLUS v Sloveniji in vzhodni Evropi in takrat eden redkih na svetu. Termin označuje posebno združitev glasbenega in “skritega” računalniškega softverskega dela, zato ne govorimo o CD-ROMU, saj CD-predvajalnik ne bere računalniškega dela in je zato zagotovljena 100-odstotno varna reprodukcija tako na radijih kot na domačih avdio napravah.  
Skupina je v Piranu posnela tudi odmeven videospot za skladbo Ti in jaz v produkciji Kobe studia iz Ljubljane. V njem sta nastopili supermodel Lili Geček in manekenka Polona Lumpert. Spot je režiral Tibor Ogrizek, snemal pa Rajko Bizjak.  

### Neki rabm, da te ne pozabm(1997–2000)
Medtem so člani DMP-ja že snovali novo glasbo, ki je bila ponovno bolj kitarsko usmerjena. Prvo novo skladbo z značilnim kitarskim rifom, Čutm te, je DMP predstavil že na začetku poletja leta 1997, zanjo pa so posneli tudi videospot. Po večmesečnem pripravljanju demo posnetkov v lastnem improviziranem 8-kanalnem analognem studiu so se Alan, Borut, Marko in Tomaž odpravili še na zaključne priprave za snemanje novega albuma v Vrbnik na otoku Krku. Tu je plošča dobila še zadnje aranžmajske dodatke in ideje pred končnim snemanjem v studiu Luca v Novem mestu, ki je trajalo s presledki od oktobra 1997 do januarja 1998. Rodilo se je 14 skladb (vštevši že prej posneto Čutm te) oziroma več kot 56 minut glasbe. Album sta producirala Alan Vitezič, ki je tudi avtor večine skladb, in Borut Tiran, kot koproducenta pa sta se sodelovala Tomaž Maras-Mot in Tomaž Borsan. Nova plošča z naslovom Neki rabm, da te ne pozabm, ki je izšla v obliki CD-ja in kasete v začetku aprila 1998 pri založbi Helidon, je v znamenju števila tri. Gre namreč za tretji DMP-jevski avtorski projekt po vrsti, kot soavtor besedil se je poleg Alana in Boruta predstavil tudi Tomaž, prav ti trije nastopajo kot glavni vokalisti pri posameznih skladbah, na CD-ju in kaseti so avtorske skladbe v treh jezikih (slo, hrv, ang), poleg tega pa je tudi sam slogovni koncept albuma tridelen: moderni kitarski pop-rock (Rabm, V tvojih rokah, Glavobolček, Dež, Čutm te, Pridi, Ne joči), cyber-pop muzika (Pod oblakom, Cyberbabe, Ko ostanem sam) in tujejezični del (Gaudeamus, Be my woman, Virtualna ljubav, Ići mići). Vse nove skladbe so avtorske, razen Ići mići, ki je odraz bivanja v čakavskem jezikovnem okolju na otoku Krku, in Gaudeamusa, stare maturantske in študentske himne v rock predelavi z elementi klasike (operna pevka), ki je nastala v sodelovanju z Ministrstvom za šolstvo RS in Republiškim izobraževalnim centrom (RIC) v namen popularizacije mature v Sloveniji.
Novi zgoščenka in kaseta z naslovom Neki rabm, da te ne pozabm predstavljata svojevrsten spoj različnih glasbenih in besedilnih stilov, ki pa jih druži značilen DMP-jevski melos, večglasno petje ter bogastvo glasbeno-izraznih sredstev, k čemur poleg članov benda prispevajo mnogi glasbeni gostje in prijatelji (Leticia Yebuah, Sandra Tomović, Frene Krevh, Tomislav Jovanović-Tokac, Sašo Đukić, godalni kvartet ljubljanske opere – Trampevska, Pajanović, Kranka, Čano-Muharemović …). 
Konec marca 1998 je bil lansiran tudi videospot za naslovno skladbo Rabm, v katerem med drugimi nastopata znani zvezdi slovenske estrade Mojca Mavec in Katarina Čas. 
V sklopu promocije novega albuma so DMP 27. 3. 1998 odigrali uspešen koncert v novomeški športni dvorani Marof ter se tako po šestih letih in pol ponovno na velikem odru predstavili domači publiki. V naslednjih dveh mesecih je skupina imela še več odmevnih nastopov, predvsem v Ljubljani in Novem mestu. Med njimi prednjači študentska Cvičkarija na Gospodarskem razstavišču pred 6000 obiskovalci, poleg tega pa so DMP igrali še na raznih študentskih zabavah ter po šolah. V tem obdobju je bila skupina stalno medijsko prisotna z videospoti, pesmimi tedna (v enem mesecu Čutm te in Rabm na Valu 202), televizijskimi nastopi (Pomp, POP TV, lokalne TV …) ter radijskimi intervjuji širom po Sloveniji. Popularnost skupine je s tem vztrajno rasla.

### 20:00(2000–2002)
Po dveletnem ustvarjalnem premoru so se konec poletja 2000 DMP ponovno za nekaj tednov zabivakirali v „svojem“ zaklonišču, kjer vadijo še danes, in začeli postavljati aranžmaje za nove skladbe. Rojevati se je začela plošča, ki so jo fantje posneli v septembru in oktobru 2000, tudi tokrat v novomeškem studiu Luca. Plošča z dvanajstimi avtorskimi skladbami je začela dobivati svojo podobo pod producentsko taktirko obeh avtorjev ter ob koproducentski pomoči Tomislava Jovanovića Tokca. Potrebno je dodati, da sta kot tekstopisca sodelovala tudi Tomaž Koncilija (Na drugi strani neba) in Ljubljančan Marko Stadler (On the wrong side of town). Pri snemanju so sodelovali še Tomislav Jovanović Tokac, Davor Klarič na hammondu in rhodesu, tolkalista Miro Tomšič in Primož Malenšek, DJ PlankTon – Igor Vuk, Tomaž Borsan, Sašo Đukić Straški, Goran Balog idr. Posneti material je tonsko obdelal Tomaž Maras Mot, novi CD in kaseta skupine pa sta izšla pri založbi Nika pod naslovom 20:00 (Dvajset nič nič). Fotografije na ovitku so delo Boruta Peterlina in Marka Zajca, vse skupaj pa je oblikoval Radovan Arnold.
Slogovno je nova plošča ostala v mejah pop-rocka, čeprav je na njej moč zaslediti nekaj izletov v drugačne glasbene vode. Aranžmajsko gre za predvsem kitarsko glasbo z očitno tendenco po vrnitvi k pristnejšemu, bazičnemu, a še vedno modernemu in sodobnemu zvoku. 
Borutova besedila so včasih izrazito lirična (Jaz grem s tabo), drugič neposredna in pogovorna (Nova noč), razmišljujoče refleksivna (Bratje iz lego kock), v vseh pa se čuti nekakšna eksistencialna negotovost, kot jo doživlja mlad človek na prehodu iz brezskrbnih študentskih let v “resni in odgovorni” svet odraslih (25). Na drugi strani so Alanovi teksti na prvi pogled vedrejši, lahkotnejši, vendar se pod povrhnjico skriva globoko čutenje, dojemanje in razumevanje duha sodobnega časa, njegove naglice, neosebnosti in izpraznjenosti – takšne so skladbe Me že ma, da bi te (parodija na sodobni način življenja),  20:00 – ter želja po pristnosti, toplini in ljubezni v skladbah Ti si vse, Do lune in nazaj, Segrej me, Na starem mestu. Z jezikovnega stališča je za Alana značilno tudi mešanje različnih jezikovnih zvrsti ter vključevanje slengizmov, hkrati pa celo neobremenjeno kombiniranje z drugimi jeziki. Tomaževo besedilo je melanholično-ljubezensko, podobno pa velja tudi za tekst Marka Stadlerja.
Prva lansirana skladba z nove plošče je bila Alanova Me že ma, da bi te, za katero je bil posnet tudi videospot v režiji Klemna Dvornika. Tekst je zmes slengizmov, pogovornega jezika, angleških in francoskih izrazov, v glasbi najdemo najrazličnejše elemente, ki bi jih lahko uvrstili od diska do havajske glasbe. Gre seveda za parodiranje sodobnih odnosov med ljudmi. DMP poslušalcu servirajo to, kar živi, kako se obnaša, kar si želi in kako funkcionira v družbi, ne da bi se odkrito postavili na stran kritike takšnega izpraznjenega načina življenja. Skupina je kmalu posnela še spota za skladbi 25 in Ti si vse ter tudi pri teh sodelovala z režiserjem Klemnom Dvornikom.

### Pretresi in menjave (2003–2005)
Društvu mrtvih pesnikov se je na koncertih po izidu albuma 20:00 priključil legendarni slovenski klaviaturist Davor Klarič, ki je zvoku skupine dodal novo širino in zven. Zdelo se je, da bend ni še nikoli zvenel tako dobro, a kot se rado zgodi, so se med člani skupine začela tiha nesoglasja. Ključno vprašanje, ki se je zastavljalo članom DMP-ja, je bilo: ali se vrniti k začetni, povsem nekomercialni usmeritvi skupine ali nadaljevati s preverjeno uspešno formulo pisanja hitov, ob katerih lahko predstaviš tudi „zahtevnejše“ skladbe. Skupina se je istočasno prvič znašla tudi v primežu založniške hiše, ki se je za razliko od demokratičnega mnenja skupine zavzemala za lansiranje pretežno lahkotnejših uspešnic. Bend je bil prisiljen sklepati mnoge kompromise. V takšnem vzdušju je novembra 2002 po zadnjem koncertu slovenske turneje 20:00 v novomeškem klubu LokalPatriot skupino zapustil eden od ustanovnih članov Borut Tiran.
Kljub temu so preostali trije člani nadaljevali z delom. Nastajale so nove skladbe in fantje so se redno dobivali na vajah. Obenem je v zraku visela potreba po kitaristu ali celo klaviaturistu, ki bi zapolnil vrzel, nastalo po Borutovem odhodu. Po več neuspelih kombinacijah so v začetku leta 2004 DMP-jevci k sodelovanju povabili someščana Jerneja Zorana, odličnega kitarista, ki se je kot mladostnik kalil v več novomeških bendih (Minister Gregor, Madžars), nato osnoval rockovski Jernej Zoran trio (JZ3o) in obenem sodeloval s posavskimi Tunkami, rockabiliji Lucky Cupids ter imel za sabo tudi nekaj lastnih avtorskih projektov (npr. Avgustovski kosci). Fantje so se odlično ujeli in Jernej je v Društvo mrtvih pesnikov vnesel tisto, kar so mnogi pri bendu pogrešali: trši kitarski zvok in občasne solistično-ritmične presežke.

### Vojna in mir(2005–2010)
V naslednjih letih je bend nastopal le priložnostno, saj se je posvečal pretežno ustvarjanju novega albuma. Pred snemanjem novega materiala so se DMP novembra 2005 odpravili na „Inkognito tour“, serijo treh koncertov v Brežicah, ljubljanskem Ortu in novomeškem LokalPatriotu, kjer so nastopili povsem nenajavljeni pred naključnimi obiskovalci, katerim so predstavili izključno novonastajajoči material. Skladbe so posneli v studiu Jork v Dekanih delno že januarja 2005 ter nato večji del junija 2006, več kot leto dni pa so jih člani skupine skupaj s producentom Žaretom Pakom pilili v ljubljanskem studiu Kif-kif. Jeseni 2007 je bil lansiran prvi singel Naftalin (dokončan v Hannovru), za katerega je bil v ljubljanskem Bellevueju posnet videospot v režiji Klemna Dvornika. Po rekordnem enomesečnem miksu na novi studijski konzoli SSL v novomeškem studiu RSL je album Vojna in mir z 12 novimi avtorskimi skladbami (Komu zvoni, Naftalin, Kisik, Monsun, Slana, Superheroj, Bojna črta, Otrok, Sveče, Trampolin, Kje in Heroin) izšel pri založbi Menart v mesecu maju 2008. Skupina je promocijsko turnejo začela že aprila istega leta. Komu zvoni je spomladi 2008 postal drugi singel, videospot zanj pa je animiran, delo skupine Restart in režiserja Aleša Žemlje. Jeseni 2008 je izšel še tretji singel Kisik (videospot posnet v režiji Klemna Dvornika in v sodelovanju s Festivalom Novo mesto), v začetku leta 2009 pa je skladba doživela še remiks (Deejay time). Sledil je singel Otrok, skladba, ki je bila posneta v sodelovanju z Otroškim pevskim zborom OŠ Grm, novembra 2009 pa še Sveče (tudi zanje je videospot režiral Klemen Dvornik v sodelovanju z DOP-jem Milošem Srdićem). Konec leta 2009 je skupino sporazumno zapustil kitarist Jernej Zoran, ki je z DMP nekaj časa še sodeloval kot koncertni kitarist, nato pa se je posvetil samostojnim glasbenim projektom. Spomladi 2010 so DMP skupaj z videospotom lansirali singel Superheroj v režiji Klemna Dvornika ter s tem zaokrožili več kot uspešno večletno koncertno turnejo Vojna in mir.

### Krog(2010–2014)
Material za novi, šesti avtorski album so DMP začeli snovati kot trio, vendar se je kmalu pokazala potreba po novem kitaristu. Našli so ga dobesedno na drugem koncu sveta, saj se je prav tedaj mudil na Japonskem. Peter Dekleva (Adam, Srečna mladina, Gušti ...) se je takoj vklopil v delo skupine in s svojim značilnim kitarskim slogom dal prepoznaven pečat nastajajočemu albumu Krog. Osnovna ideja projekta je bila ob 20-letnici delovanja skupine reciklirati nekaj najbolj znanih, pa tudi manj znanih skladb skupine in jih z novimi, sodobnimi aranžmaji posneti na novo. ZKP RTVS je pokazala zanimanje za projekt in tudi snemanje je zato potekalo poleti 2010 v televizijskem Sinhro studiu pod producentsko taktirko Žareta Paka. Plošča je izšla 20. 10. 2010, istega dne pa so DMP izvedli odmeven promocijski koncert v ljubljanskem Kinu Šiška, kjer se jim je kot koncertni klaviaturist pridružil Boštjan Artiček in s katerim skupina izvrstno sodeluje še danes. Kasneje so bile lansirane povsem nove avtorske skladbe Rabm 2 (live-koncertni videospot), Pingvin in Nebo nad Berlinom (lyric video), med starejšimi, ki so doživele slogovno preobrazbo, pa sta bili večje medijske pozornosti deležni skladbi Pod oblakom (2010), ki se je zavrtela celo na ameriškem radiu v Tucsonu v Arizoni, in V tvojih rokah (2010). Največjo uspešnico skupine Ti si vse je v aranžmaju Marijana Dovića na albumu posnel Slovenski oktet. Jeseni leta 2013 je skupina lansirala še skladbo Bojna črta s pripadajočim videom, posnetim že v času albuma Vojna in mir, ki je zaokrožila večletni ciklus promocije novega materiala.

### 25(2015)
Jeseni 2015 je ob 25-letnici delovanja skupine izšel dvojni album 25, na katerega so DMP uvrstili svoje največje uspešnice, pa tudi nekatere skladbe, ki so bile iz različnih razlogov medijsko spregledane in bi si po mnenju članov skupine zaslužile večjo pozornost javnosti. Skladbe so razvrščene kronološko - od najnovejših do starejših. Posebnost sta dva povsem nova posnetka (Pleši z mano in Na polju zlomljenih besed), ki napovedujeta novo ustvarjalno obdobje skupine, ter originalna, še neobjavljena studijska posnetka skladb iz najzgodnejšega obdobja skupine (Mestni Robin Hood, Pomlad narodov). Na dvojnem albumu se tako nahaja 25 skladb, ki zaznamujejo dosedanje ustvarjanje banda, ter 2 nova singla (bonus), skupno 27 skladb iz opusa prek 70 objavljenih posnetkov skupine.

## Diskografija
Studijski albumi
- Iskanje (ZKP RTV Slovenija, 1993)
- Opus II (samozaložba, 1996)
- Neki rabm, da te ne pozabm (Helidon, 1998)
- 20:00 (Nika, 2000)
- Vojna in mir (Menart Records, 2008)
- Krog (ZKP RTVS, 2010)
- Astronavt (2018)

Kompilacije
- 25 (DMP, 2015, dvojni album)

## Povezave
- http://www.dmp.si Uradna spletna stran skupine DMP.